# Іван Шуньїч
Іван Шуньїч (хорв. Ivan Šunjić, нар. 9 жовтня 1996, Зениця) — боснійський футболіст, півзахисник кіпрського клубу «Пафос» та національної збірної Боснії і Герцеговини.

## Клубна кар'єра
Народився 9 жовтня 1996 року в місті Зениця. Вихованець юнацьких команд загребських футбольних клубів «Шпанско», «Загреб», а з 2012 року — «Динамо» (Загреб).
У дорослому футболі дебютував 2014 року виступами за головну команду загребського «Динамо», в якій того року взяв участь лише в одному матчі чемпіонату, після чого виступав за «дубль» динамовців.
2016 року уклав контракт з клубом «Локомотива», у складі якого провів наступні два роки своєї кар'єри гравця. Більшість часу, проведеного у складі загребської «Локомотиви», був основним гравцем команди.
До «Динамо» (Загреб) повернувся 2018 року.
У 2019 році Шунбїч перейшов до англійського «Бірмінгем Сіті», з яким підписав п'ятирічний контракт. Сезон 2022/23 футболіст провів в оренді в німецькій «Герті».
В серпні 2024 року як вільний агент Шуньїч приєднався до кіпрського клубу «Пафос».

## Виступи за збірні
2012 року дебютував у складі юнацької збірної Хорватії, взяв участь у 39 іграх на юнацькому рівні, відзначившись 3 забитими голами.
З 2014 року залучається до складу молодіжної збірної Хорватії. На молодіжному рівні зіграв у 9 офіційних матчах.
У травні 2017 року дебютував в офіційних матчах у складі національної збірної Хорватії.
У 2024 році Іван Шуньїч прийняв пропозицію Федерації футболу Боснії і Герцеговини і 16 листопада 2024 року в матчі Ліги націй проти команди Німеччини Шуньїч дебютував в складі національної збірної Боснії і Герцеговини.
| Дата      | Місто        | Господарі | Результат | Гості    | Турнір           | Голи | Примітки |
| --------- | ------------ | --------- | --------- | -------- | ---------------- | ---- | -------- |
| 28-5-2017 | Лос-Анджелес | Мексика   | 1 – 2     | Хорватія | товариський матч | -    |          |
| Усього    |              | Матчів    | 1         |          | Голів            | 0    |          |

## Титули і досягнення
- Чемпіон Хорватії (1):

«Динамо»: 2018-19
- Володар Суперкубка Хорватії (1):

«Динамо»: 2019
- Чемпіон Кіпру (1):

«Пафос»: 2024-25